# Batalla d'Abukir (1799)
La primera batalla d'Abukir va ser el darrer triomf militar de Napoleó Bonaparte a Egipte abans que tornés a França i va frustrar l'intent anglo-otomà de reconquerir Egipte.

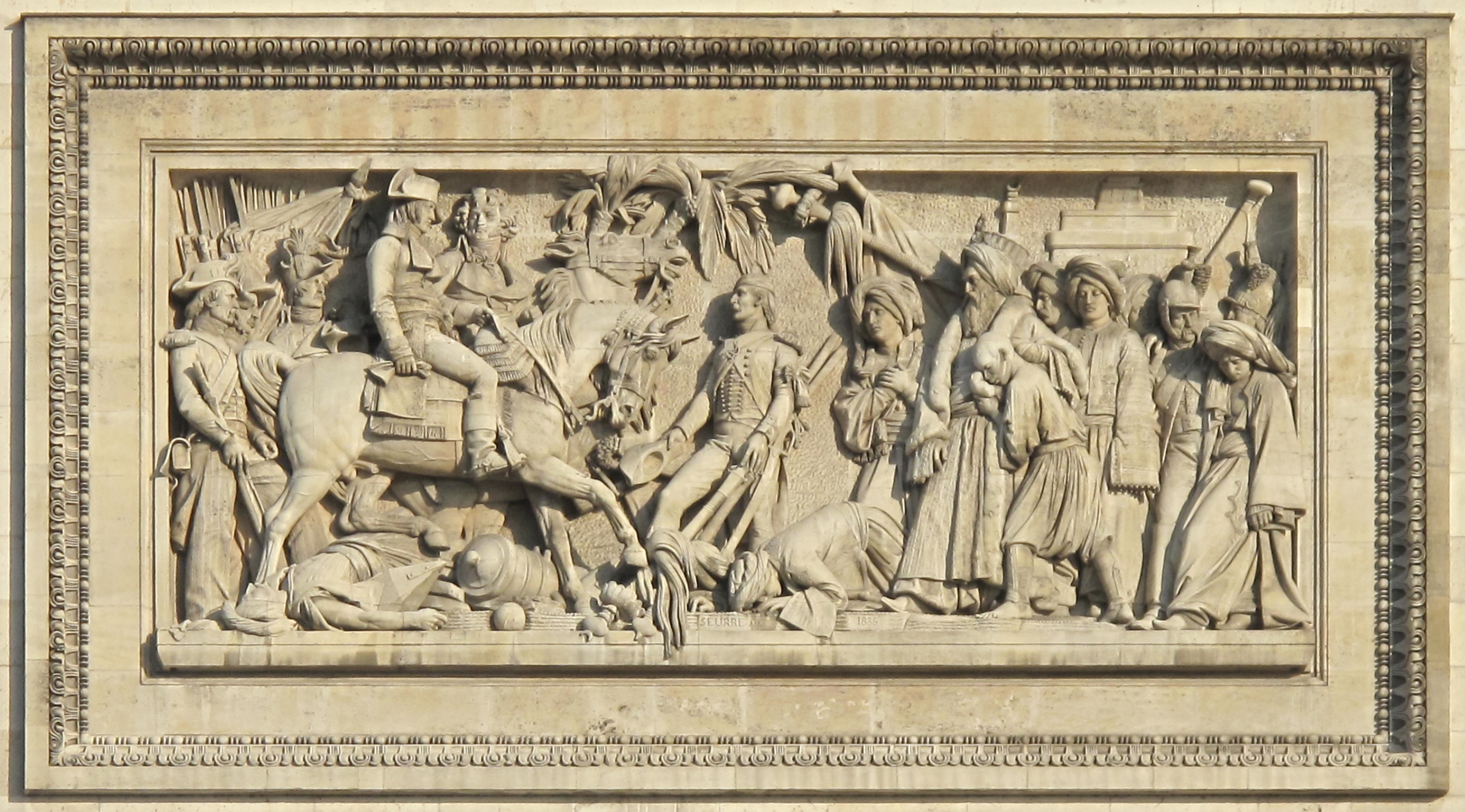
Baix relleu de l'Arc de triomphe de l'Étoile: La batalla d'Aboukir per Bernard Seurre

A París hi ha un carrer d'Aboukir (al segon districte/arrondissement), nomenada per decret de 2 d'octubre de 1865 que celebra la victòria francesa de 1799.

## Victòria inicial otomana
L'Imperi Otomà, empès pel Regne Unit, va declarar la guerra a França.
Un exèrcit turc d'uns 18.000 homes comandats per Mustafà IV, desembarcà a Abukir (Egipte), el març de 1799. Quan Napoleó, que estava assetjant Acre (Israel), en va ser informat, va retirar el setge i marxà cap Síria. Estant ell de camí, els otomans derrotaren les petites guarnicions franceses del litoral egipci.
El 14 de juny, el contingent francès de Napoleó tornà al Caire amb sols 7.000 soldats, reagrupà altres guarnicions i marxaren cap al nord, deu dies després es van trobar amb els otomans congregats a Abukir. Els francesos van contraatacar. Una càrrega de cavalleria del general Joachim Murat va fer fugir els otomans, va prendre un dels fortins i captura Mustafà; amb ell es rendeixen 6.000 homes.

## Resultat de la batalla
Els francesos tingueren unes 386 baixes. Els otomans perderen 2.000 homes morts en combat, i més de 4.000 ofegats. Uns altres 2.500 turcs es van tancar al castell d'Abukir, sense disposar d'aigua potable. Durant la setmana següent en moriren un miler; el 2 d'agost els supervivents hissaren la bandera blanca.
Sidney Smith va enviar alguns vaixells per rescatar alguns dels turcs que es van enfonsar a les aigües. Entre els otomans rescatats de l'aigua hi havia l'oficial de trenta anys d'ascendència albanesa Mehmet Ali, que sis anys després governaria i transformaria Egipte.